# Río Grande (Río Porce)
Der Río Grande ist der etwa 110 km lange linke Quellfluss des Río Porce im nördlichen Zentral-Kolumbien, im Departamento de Antioquia. Der Río Porce entwässert ein Areal von ungefähr 1300 km².

## Flusslauf
Der Río Grande entspringt 25 km nordnordwestlich von Santa Rosa de Osos auf einer Höhe von etwa 2800 m. Der Flusslauf liegt in der kolumbianischen Zentralkordillere nördlich der Großstadt Medellín. Der Río Grande fließt anfangs 70 km in überwiegend südsüdöstlicher Richtung. Nach 8 Kilometern trifft der Río Chocó von links auf den Río Grande. Bei Flusskilometer 98 befindet sich die Ortschaft Aragón, bei Flusskilometer 50 die Ortschaft Entrerríos. Bei Flusskilometer 38 wird der Río Grande durch eine Talsperre zum Stausee Riogrande II aufgestaut. In diesen mündet auch der von Westen kommende Río Chico. Ein Teil des Wassers wird über zwei unterirdische Wasserleitungen vom Stausee nach Süden hin abgeleitet. Unterhalb der Talsperre verläuft der Río Grande in überwiegend östlicher Richtung. 8 km unterhalb der Talsperre befindet sich ein Wehr, an welchem ein Teil des Wassers zum nahe gelegenen Stausee Quebradona abgeleitet wird. Von diesem führt eine Druckleitung zum Wasserkraftwerk Riogrande I, das bei Flusskilometer 22 am rechten Flussufer liegt. Weiter flussabwärts bei Flusskilometer 17 befindet sich erneut ein Wehr, an welchem ein Teil des Flusswassers über eine etwa 4 km lange unterirdische Leitung dem ebenfalls unterirdisch gelegenen Wasserkraftwerk Hidromontañitas zugeleitet wird. Unterhalb des Kraftwerks wird das Wasser wieder in den Fluss geleitet. Schließlich erreicht der Río Grande den weiter südlich verlaufenden Río Medellín, mit dem er sich zum Río Porce vereinigt.

## Wassernutzung
Am Flusslauf liegen die Wasserkraftwerke Riogrande I (25 MW) und Hidromontañitas (20 MW). Vom Stausee Riogrande II verläuft eine 16,4 km lange Leitung zum Wasserkraftwerk Niquía (21 MW). Anschließend gelangt das Wasser über eine 4,1 km lange Leitung zum Wasserwerk Manantiales, das es für die Trinkwasserversorgung im Großraum Medellín aufbereitet. Eine 7 km lange Wasserleitung führt vom Stausee Riogrande II zum Wasserkraftwerk La Tasajera (306 MW). Dieses ist ebenfalls wie das Wasserkraftwerk Niquía ein unweit des Nordufers des Río Medellín gelegenes Kavernenkraftwerk. Unterhalb des Kraftwerks gelangt das Wasser in den Río Medellín.